# Frederik Christian Danneskiold-Samsøe (1798-1869)
 Der er flere personer med dette navn, se Frederik Christian Danneskiold-Samsøe.
Frederik Christian lensgreve Danneskiold-Samsøe (14. maj 1798 – 14. juli 1869) var godsejer og overdirektør for Gisselfeld 1823-1869.
Han var søn af Christian Conrad Sophus Danneskiold-Samsøe og hustru Henriette Danneskiold-Samsøe. 1823 tiltrådte han besiddelsen af Grevskabet Samsøe. Han var barnløs.
Han var Storkors af Dannebrogordenen.